# الغواصة الألمانية يو-47
الغواصة الألمانية يو-47، غواصة يو-بوت من طراز سبعة بي تابعة لبحرية ألمانيا النازية (الكريغسمرين) خلال الحرب العالمية الثانية. وضعت عارضتها شركة فريدريك كروب غيرمانيافيرفت في 25 فبراير 1937 في كيل كحوض رقم 582 ودخلت الخدمة في 17 ديسمبر تحت قيادة غونتر برين.
أَغرقت يو-47 مجموع 31 سفينة عدو وأتلفت 8 أخرى خلال خدمتها، بما في ذلك البارجة البريطانية اتش ام اس رويال أوك يوم 14 أكتوبر 1939. تعد يو-47 من أنجح غواصات اليو-بوت الألمانية في الحرب العالمية الثانية.

## التصميم
سبق طراز سبعة بي النسخة الأقصر منها طراز سبعة أيه. تبلغ إزاحة يو-47 753 طن على السطح و875 طن أثناء الغوص. طولها الكلّي كان 66.50 متر، بدن الضغط طوله 48.80 متر، العرض 6.20 متر، الارتفاع 9.50 متر والغاطس 4.74 متر. كانت الغواصة تعمل على محركين ديزل نوع غيرمانيافيرفت F46 رباعي النبض سعة ستة سيلندر توربيني منتجاً قوة 2,800 إلى 3,200 حصان للإستعمال على السطح ومحركين كهربائي ثنائي الاتجاه نوع AEG GU 460/8-276 منتجاً قوة 750 حصان للإستعمال أثناء الغطس. كان لديها محوران ومروحتين دفع 1.23 متر. لدى الغواصة القدرة على العمل في عمق يصل إلى 230 متر.
تصل السرعة القصوى للغواصة 17.9 عقدة (33.2 كم/س) على السطح و8 عقدة (15 كم/س) أثناء الغوص. يصل مداها إلى 90 ميل بحري (170 كم) بسرعة 4 عقدة (7.4 كم/س) أثناء الغوص أما على السطح فتقطع مسافة 8,700 ميل بحري (16,100 كم) بسرعة 10 عقدة (19 كم/س). جهّزت يو-47 بخمس أنابيب طوربيد مقاس 53.3 سم (أربع في المقدمة وواحد في المؤخرة)، 14 طوربيد، مدفع بحري عيار 8.8 سم نوع SK C/35 ذو 200 دورة ومدفع مضاد للطائرات عيار 2 سم. عدد طاقم الغواصة ما بين أربع وأربعون إلى ستين فرد.

## تاريخ الخدمة
قامت يو-47 بعشر دوريات قتالية وقضت 238 يوماً في البحر. أغرقت 31 سفينة عدو (بمجموع 164,953 طن) وأتلفت 8 أخرى. قبل اختفائها في مارس 1941 خسرت يو-47 إحدى أفراد طاقمها، هانريش منتيك، الذي سقط منها في 5 سبتمبر 1940.

### الدورية الأولى
عيّنت يو-47 في الأسطول اليو-بوت السابع في 17 ديسمبر 1938 يوم دخولها الخدمة، وظلت تابعة له طوال مدة خدمتها. أُرسلت للبحر كإجراء وقائي قبل بداية الحرب في سبتمبر 1939، الخطوة التي مكّنتها من الاشتباك مع سفن العدو فور بداية الحرب. غادرت في أول دورية حرب لها من ميناء كيل في 19 أغسطس 1939 (أسبوعين قبل بداية القتال). خلال تلك الدورية أبحرت الجزر البريطانية ودخلت خليج بسكاي. من هنا أغرقت يو-47 أول 3 سفن لها، اس اس بوسنيا في 5 سبتمبر، اس اس ريو كارلو في 6 سبتمبر و اس اس غرتافون في 7 سبتمبر 1939.

### إغراق اتش ام اس رويال أوك

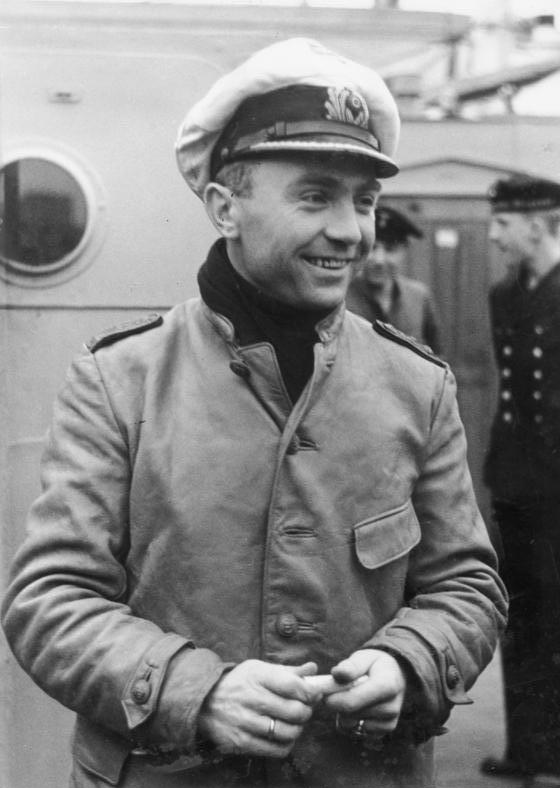
قائد اليو-بوت من الكريغسمرين غنتر برين

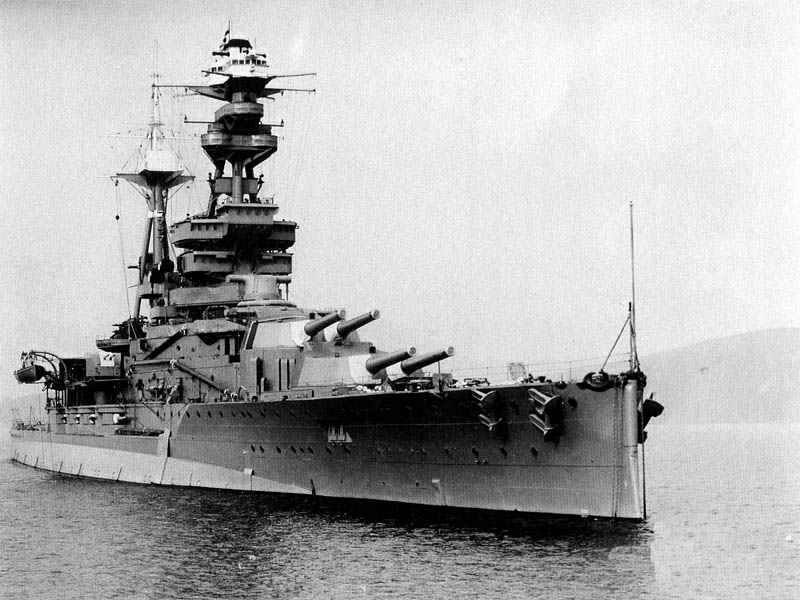
اتش ام اس رويال أوك

بدأت يو-47 دوريتها الثانية في 8 أكتوبر 1939. بعد ستة أيام من تركها للميناء، نجحت في اختراق قاعدة سكابا فلو للبحرية الملكية البريطانية في 14 أكتوبر. رغم أن معظم الأسطول الرئيسي لم يكن في القاعدة وقتها، تمكنت يو-47 من رصد هدف؛ البارجة اتش ام اس رويال أوك. فتحت يو-47 النار عليها فوراً بإطلاق الطوربيدات ولكن لم تصب أول طلقتين إلا سلسلة مرساة السفينة. بعد إعادة تحميل أنابيب المقدمة، أصابت آخر طلقة من ثلاث طلقات تالية السفينة الحربية محدثة فيها فيضان شديد. مالت السفينة 15 درجة قائمة وغمرت المياه فتحات الكوى ما جعل الفيضان أسوأ ثم زاد ميلان القائمة إلى 45 درجة. خلال 15 دقيقة، غرقت رويال أوك أخذة معها 800 فرد.
تلقي برين بعد الهجوم لقب Der Stier von Scapa Flow (ثور السكابا فلو) ورُسم شعار الثور الشاخر على برج قيادة يو-47 ثم أصبحت الصورة شعاراً لكامل أسطول اليو-بوت السابع. مُنح برين وسام الفارس الصليبي الحديدي وكان أول بحّار يو-بوت وثاني عضو في الكريغسمرين ليحصل على هذا الوسام. مُنح أيضا اثنان من طاقم يو-47 الوسام لاحقاً في الحرب: كبير المهندسين Leitender Ingenieur يوهان فريدريش فيسيلز وضابط أول مراقبة I. Wachoffizier إنغلبرت اندراس.
بعد سنوات عديدة، طفا من القاع في سبتمبر 2002 أحد الطوربيدات التي أطلقتها يو-47 خلال الهجوم على رويال أوك والتي لم تنفجر حينها. انجرف الطوربيد الغير منفجر دون رأسه الحربي تدريجياً نحو الشاطئ، حيث شوهد من قبل أحد أفراد الطاقم على متن ناقلة النفط النرويجية بتروتريم. اعترضه زورق قطر البحرية الملكية، وبعد تحديد هويته كأحد طوربيدات يو-47 منذ 63 عاماً، تخلصت منه وحدة التخلص من الذخائر المتفجرة على بعد ميل من الشاطئ.
في 16 أبريل 2016 فجّر خبراء الملكية البحرية للمفرقعات طوربيد من الحرب العالمية الثانية وجد في سكابا فلو في أوركني. يعتقد أنه واحد من الذين أطلقوا على رويال أوك في 1939.

### الدورية الثالثة
بعد احتفال فخم في برلين بمناسبة إغراق اتش ام اس رويال أوك حيث استقبل أدولف هتلر طاقم يو-47 وقلدهم الأوسمة، عادت الغواصة للبحر في 16 نوفمبر 1939. تركت اليو-بوت مدينة كيل واتجهت نحو بحر الشمال. بعد رحلتها حول الجزر البريطانية إلي خليج بسكاي والقناة الإنجليزية، أغرقت يو-47 ثلاث سفن أخرى، نافاسوتا يوم 5 ديسمبر، الباخرة النرويجية ام في بريتا يوم 6 ديسمبر وتخنديون يوم 7 ديسمبر. بعد غرق نافاسوتا، أطلقت المدمرات البريطانية قنابل أعماق على يو-47 لكنها تمكنت من الإفلات بأمان دون أي ضرر.